# Job Transfer and Manipulation
Job Transfer and Manipulation (JTM) ist ein Netzwerkprotokoll und Netzwerkdienst, um Stapelverarbeitungen auf entfernten Computern (insbesondere auf Großrechnern) auszuführen. In einem typischen Fall spezifiziert ein Benutzer, welche Programme, Eingabe- und Ausgabedateien verwendet und auf welchem Rechner die Programme ausgeführt werden sollen. Der JTM-Dienst überträgt die benötigten Programme und Eingabedateien (die auf unterschiedlichen Rechnern liegen können) auf den Zielrechner, führt die Programme aus, überwacht deren Ablauf und transferiert die Ausgabedateien an den gewünschten Ort.
Die Entwicklung von JTM begann in den späten 1970er-Jahren bei der International Organization for Standardization (ISO). JTM war, neben Virtual Terminal Service (VTS) und File Transfer, Access and Management (FTAM), eines der drei ersten Protokolle der Anwendungsschicht von Open Systems Interconnection (OSI). 1989 wurden JTM-Dienst und JTM-Protokoll in den Normen ISO 8831 und ISO 8832 publiziert. Zusammen mit der International Electrotechnical Commission (IEC) wurde 1992 eine überarbeitete und erweiterte Version herausgegeben. JTM konnte sich nie durchsetzen, obwohl es unter vielen Gesichtspunkten flexibler war als konkurrierende Lösungen wie Remote Job Entry (RJE) von IBM. ISO und IEC haben die JTM-Standards 1998 zurückgezogen.
In der Terminologie von JTM sind Dokumente beliebige Dateien, beispielsweise Programme, Daten oder Beschreibung von Jobs (z. B. in Job Control Language (JCL)). Ein JTM-Auftrag, der OSI Job genannt wird, besteht aus der Übertragung von Dokumenten zwischen Systemen, einer Pause während der Ausführung der Programme und der anschließenden Übertragung von Dokumenten, die durch die Verarbeitung entstanden sind (Ausgabedateien der Programme oder Statusmeldungen). Ein OSI Job sollte nicht mit einem konventionellen Job (der auf einem einzelnen Rechner abläuft) verwechselt werden, sondern kann derartige Jobs beinhalten. Da dieser Auftragsbegriff sehr allgemein ist und sich JTM an der Programmausführung nicht direkt beteiligt, können die gewohnten herstellerspezifischen Batch-Sprachen (wie JCL) verwendet und heterogene Datenverarbeitungssysteme verbunden werden. Obwohl diese Grundkonzepte recht einfach sind, ist JTM sehr leistungsfähig, aber auch sehr komplex zu implementieren.